# Występ (Rozogi)
Występ (deutsch Wystemp, 1934 bis 1945 Höhenwerder) ist eine Ortschaft in der polnischen Landgemeinde Rozogi (deutsch Friedrichshof) im Powiat Szczycieński (Kreis Ortelsburg).

## Geographische Lage
Występ in der südlichen Mitte der Woiwodschaft Ermland-Masuren, 21 Kilometer südöstlich der Kreisstadt Szczytno (deutsch Ortelsburg).

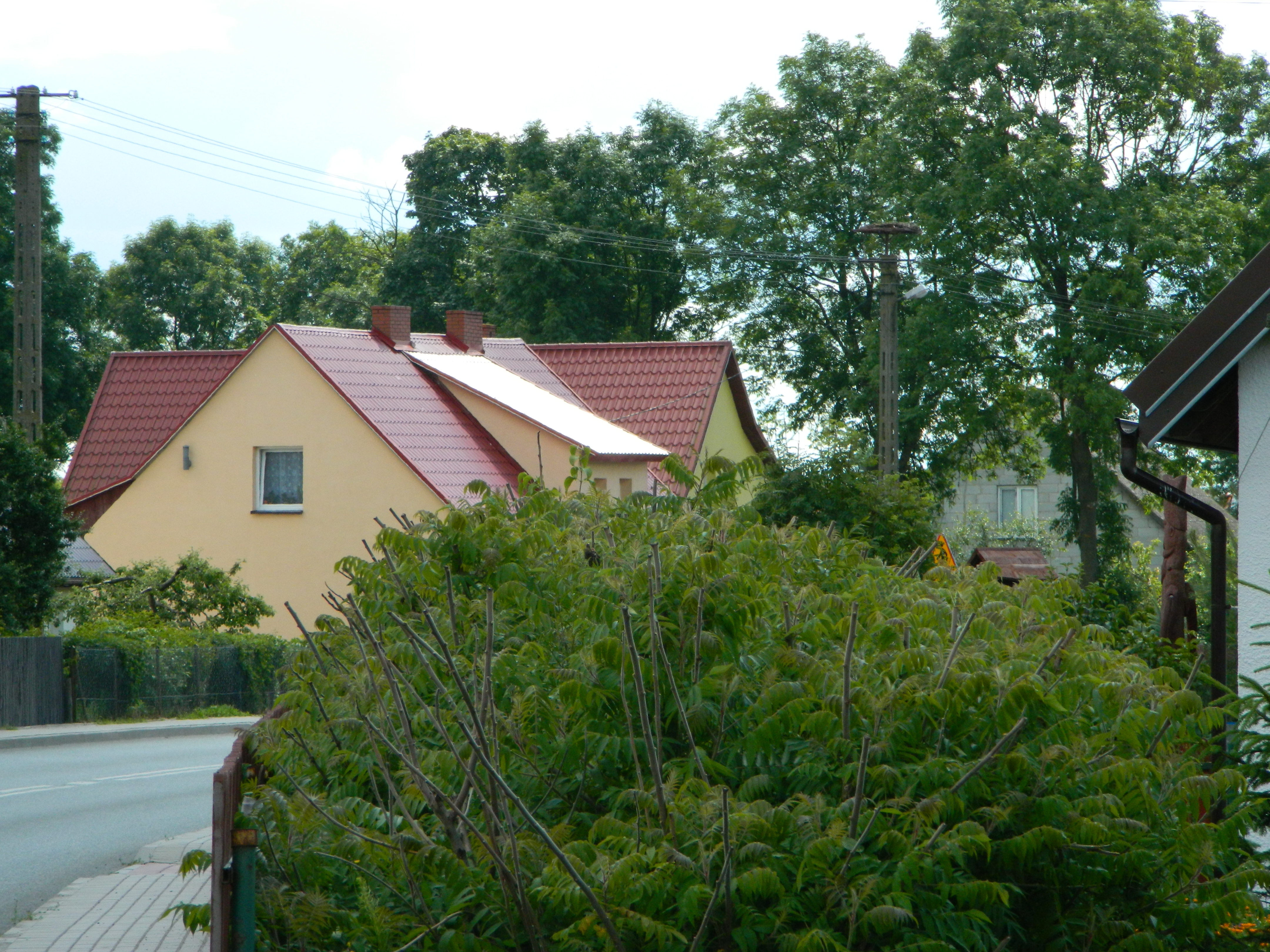
Dorfstraße mit Storchennest in Występ

## Geschichte
Das genaue Gründungsdatum von Wystemp (nach 1785 Wistemp) ist nicht bekannt. Am 6. September 1782 wurden seit 1768 auf Scheffelplätzen etablierte 20 Wirte mit dem Erhalt einer Verschreibung mehrerer Ländereien genannt. Die Vermögensverhältnisse der Ackerwirte wurden 1788 als „nur von schlechter Beschaffenheit“ geschildert. 1835 wohnten immerhin 23 Schatullbauern und drei Eigenkätner im Dorf. Für einen wirtschaftlichen Erfolg des Dorfes und seiner Einwohner sorgten erst die Trockenlegungsmaßnahmen der durchfließenden und benachbarten Flüsse bzw. Bäche in den 1930er Jahren.
Von 1874 bis 1945 war Wystemp in den Amtsbezirk Liebenberg (polnisch Klon) eingegliedert. Er gehörte zum ostpreußischen Kreis Ortelsburg. Im Jahre 1910 waren in Wystemp mit der dazugehörigen Försterei Kopitko (1938 bis 1945 Langerdamm, polnisch Kopytko) 367 Einwohner gemeldet. Im Jahre 1933 waren es noch 333.
Aufgrund der Bestimmungen des Versailler Vertrags stimmte die Bevölkerung im Abstimmungsgebiet Allenstein, zu dem Wystemp gehörte, am 11. Juli 1920 über die weitere staatliche Zugehörigkeit zu Ostpreußen (und damit zu Deutschland) oder den Anschluss an Polen ab. In Wystemp stimmten 271 Einwohner für den Verbleib bei Ostpreußen, auf Polen entfielen keine Stimmen.
In der Zeit des Nationalsozialismus wurde am 3. März 1934 der historische Name „Wystemp“ in „Höhenwerder“ geändert. Die Einwohnerzahl belief sich im Jahre 1939 auf nur noch 305.

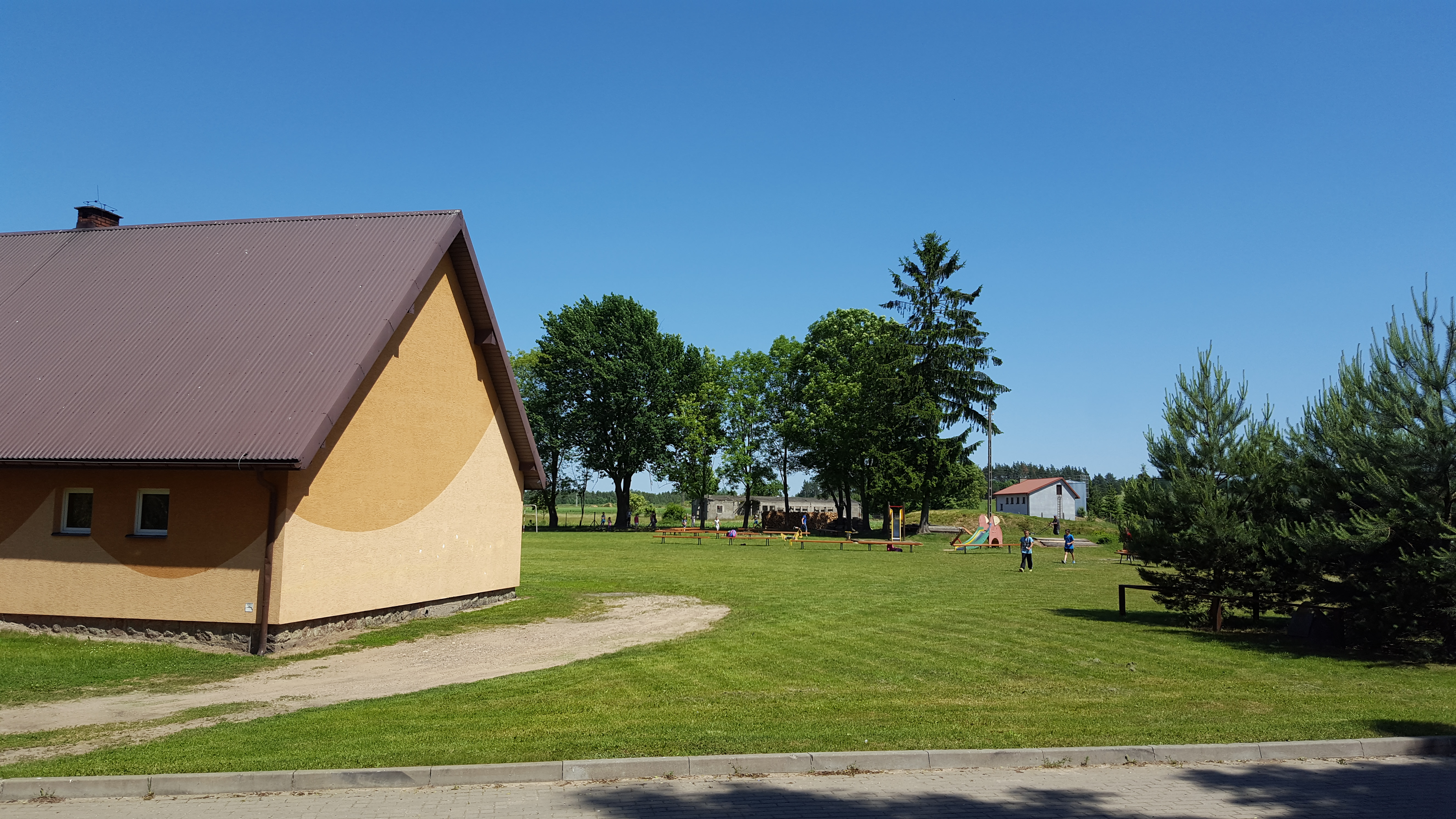
Spiel- und Sportplatz in Występ

Seit 1945 gehört das Dorf unter dem Namen Występ zu Polen. Es wurde mit dem gesamten südlichen Ostpreußen in Kriegsfolge überstellt. Heute ist das Dorf Sitz eines Schulzenamtes (polnisch Sołectwo) und somit eine Ortschaft im Verbund der Landgemeinde Rozogi (Friedrichshof) im Powiat Szczycieński (Kreis Ortelsburg), bis 1998 der Woiwodschaft Ostrołęka, seither der Woiwodschaft Ermland-Masuren zugeordnet. Im Jahre 2011 zählte Występ 244 Einwohner.

## Kirche
Bis 1945 war Wystemp resp. Höhenwerder in die evangelische Kirche Friedrichshof in der Kirchenprovinz Ostpreußen der Kirche der Altpreußischen Union sowie in die römisch-katholische Pfarrei Liebenberg (Klon) im Bistum Ermland eingegliedert. Heute gehören die evangelischen Kirchenglieder zur Pfarrei in Szczytno in der Diözese Masuren der Evangelisch-Augsburgischen Kirche in Polen und zu den katholischen Pfarrkirchen in Klon bzw. Rozogi im jetzigen Erzbistum Ermland.

## Schule
Die Schule wurde in Wystemp von Friedrich II. gegründet. Sie erhielt 1919/20 einen modernen Neubau.

## Verkehr
Ein Bahnanschluss besteht für Występ nicht. Durch den Ort verläuft die verkehrsreiche polnische Landesstraße 53 (einstige deutsche Reichsstraße 134), die die Woiwodschaft Ermland-Masuren mit der Woiwodschaft Masowien verbindet.